# Kevin Brad Ahearn
Kevin Brad Ahearn (ur. 21 kwietnia 1981) – amerykański zapaśnik w stylu klasycznym. Srebrny medalista mistrzostw panamerykańskich z 2009 roku. Zawodnik Central Michigan University.